# Küchensee (Murchin)
Der Küchensee ist ein See in der Gemeinde Murchin im Landkreis Vorpommern-Greifswald. Er liegt westlich des Ortes an dem Waldgebiet Seeholz. Der See hat eine Nord-Süd-Ausdehnung von etwa 300 Metern und eine West-Ost-Ausdehnung von etwa 370 Metern. Er entwässert nach Süden Richtung Peene.